# Katsu-sando
Katsu-sando (カツサンド o かつサンド,?  Katsu sando), es un sándwich japonés que se hace con filete de cerdo al estilo japonés (principalmenteTonkatsu) entre rebanadas de pan, y hay muchas variaciones.

## Historia
Katsu-sando fue inventado en 1935.[cita requerida]

## Elaboración
Un típico katsu-sando hecho de tonkatsu entre pan de leche japonés y servido cortado en trozos rectangulares o triangulares. La salsa tonkatsu se usa como condimento y, a veces, también se usa karashi. El pan se puede tostar. El repollo en juliana a menudo se coloca entre las rebanadas de pan junto con tonkatsu.
En Tokio, "hirekatsu-sando" (ヒレかつサンド, tdl. ‘sándwich de chuleta de filete de cerdo’) de Maisen (un restaurante en Omotesandō) y "mankatsu-sando" (万かつサンド, tdl. ‘sándwich de chuleta de Mansei’) de Mansei (a restaurante en Akihabara) son bien conocidos, y a veces se presentan como rokeben para programas de televisión y rodajes de películas. "hirekatsu-sando" de Maisen hecho de chuleta de filete de cerdo y "mankatsu-sando" de Mansei hecho de chuleta de lomo de cerdo.
El katsu-sando a veces se come la noche anterior a un examen o competición importante, como otros platos de chuleta japoneses. Esto se debe a que "katsu" es un homófono del verbo katsu (勝つ), que significa "ganar" o "ser victorioso".

## Tipos
Hay muchos tipos de katsu-sandos, incluidos los que usan pan que no es el pan de leche japonés, los que usan chuleta que no es tonkatsu como el gyū-katsu o el katsu de pollo, los que usan diferentes condimentos y los que usan verduras, y también hay diferencias según la región.
En la prefectura de Aomori, katsu-sando es conocido como un sándwich que se hace de pollo katsu entre koppe pan.
En Nagoya y sus suburbios, el "misokatsu-sando" (味噌カツサンド, tdl. ‘sándwich de chuleta de miso’) se vende en muchos lugares, y el katsu-sando hecho con salsa Worcestershire a veces se llama "sōsukatsu-sando" (ソースカツサンド, tdl. ‘sándwich de chuleta con salsa’).
En la región de Kansai, el katsu-sando a menudo se hace con gyū-katsu, y el uso de tonkatsu a veces se llama "tonkatsu-sando" (豚カツサンド, tdl. ‘sándwich de tonkatsu’). Además, también se vende "aburamisokatsu-sando"  (油味噌かつサンド?  tdl. ‘sándwich de chuleta andansū’) que utiliza andansū como condimento.
El katsu-sando hecho con bollos redondos también se vende en los restaurantes de hamburguesas en Japón, y además del tonkatsu, también usa katsu de pollo, menchi-katsu y ebi-katsu.